# Zodarion granulatum
Zodarion granulatum là một loài nhện trong họ Zodariidae.
Loài này thuộc chi Zodarion. Zodarion granulatum được Wladislaus Kulczynski miêu tả năm 1908.